# 寄生元件

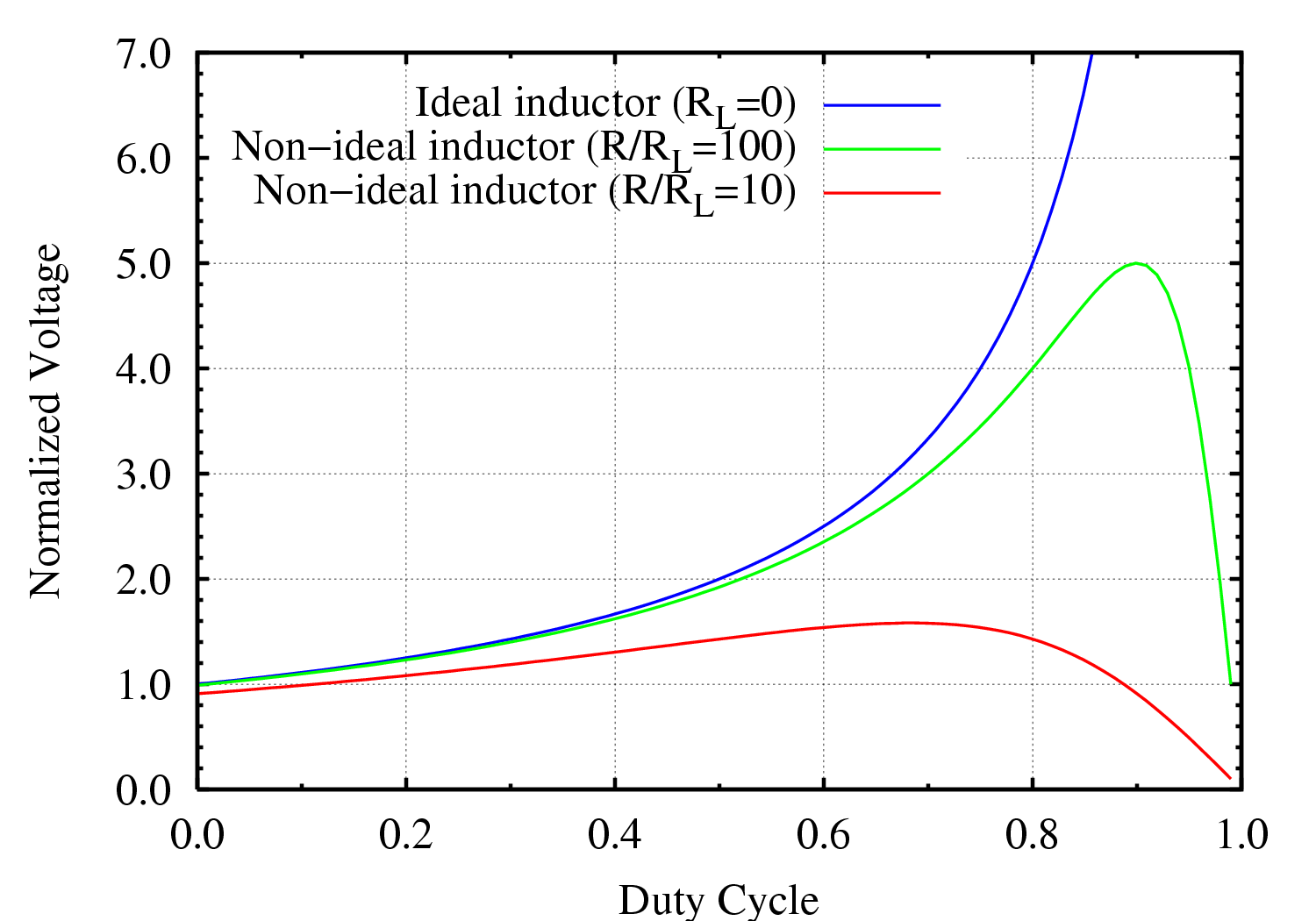
Boost轉換器電壓和占空比的關係，會受電感寄生電阻的影響

寄生元件（英語：parasitic element）是电路中电子元件（如電阻、電容及電感）产生的附加元件，而且多半不是设计时想要的。例如，电阻器被设计用来产生阻抗，然而它实际也会产生不需要的寄生电容。
電路中不可避免的會有寄生元件，所有導體都包括電阻及電感，而根據對偶性，這樣的導體中一定有電容。元件設計者也無法完全去除寄生元件，只能設法減少寄生元件的影響。
最常見的寄生元件是零件接腳的寄生電阻及電感，以及零件接腳封裝上的寄生電容。對於像變壓器及電感器等繞線元件，最明顯的寄生效應是繞線各匝之間的寄生電容，繞線的寄生電容會使得元件在某特定頻率發生共振，因此元件在該頻率（及更高的頻率）無法發揮電感器的作用。
寄生元件一般都會用集總電路來表示，不過這不一定都適用，例如上述繞線元件中的寄生電容不是在一個特定的位置，比較適合用分散元件模型。有時元件設計者可以利用寄生元件的效應來達到元件特殊的功能，例如螺旋谐振器。
寄生元件也有非線性的，一般非線性的寄生元件是指在積體電路中的寄生結構，原因是二個或多個電子元件之間有PN结，因此產生了非设计时想要的電子特性。